# Recep Niyaz
Recep Niyaz (Denizli, 2 agosto 1995) è un calciatore turco, centrocampista dell'Eyüpspor.

## Caratteristiche tecniche
È un centrocampista centrale.

## Carriera

### Club
Cresciuto nel settore giovanile del Fenerbahçe, ha esordito in prima squadra il 16 gennaio 2012 disputando l'incontro di Süper Lig vinto 2-1 contro il Manisaspor.

### Nazionale
Ha giocato nelle nazionali giovanili turche Under-17 ed Under-19.

## Palmarès

### Club

#### Competizioni nazionali
- Coppa di Turchia: 2

Fenerbahçe: 2011-2012, 2012-2013
- TFF 1. Lig: 3

Çaykur Rizespor: 2017-2018
Denizlispor: 2018-2019
Eyüpspor: 2023-2024